# Geoffrey de Neville
Geoffrey de Neville († vor 26. Dezember 1225) war ein englischer Adliger, der als King’s Chamberlain und als Seneschall der Gascogne diente.

## Herkunft
Geoffrey de Neville entstammte der anglonormannischen Familie Neville. Er war ein jüngerer Sohn von Alan de Neville († 1190), damit war er ein Neffe von Gilbert de Neville, einem Vorfahren der Nevilles of Raby. Zu seinen Verwandten gehörten wahrscheinlich auch der Forstrichter Hugh de Neville († 1234). Er wird gelegentlich verwechselt mit Geoffrey de Neville († 1194), der der Urgroßvater von Robert de Neville († 1282) und vermutlich ein Cousin von ihm war.

## Aufstieg unter König Johann
Erstmals erwähnt wird Neville, als König Johann Ohneland ihm 1204 Landbesitz übergab. 1207 diente er kurzzeitig als Steward of the Household, ehe er zum King’s Chamberlain ernannt wurde. Dieses Amt behielt er bis zu seinem Tod. Dazu diente er 1207 kurzzeitig als Sheriff von Wiltshire. 1210 wurde er mit Verstärkungen in das zum angevinischen Reich gehörende Poitou gesandt. 1213 sandte ihn der König als Gesandten zu Graf Raymond VI. von Toulouse und König Peter II. von Aragón. 1214 versuchte er, die Adligen des Poitous zur Unterstützung des letztlich gescheiterten Feldzugs von König Johann zu bewegen. Als Dank für seine Treue übergab ihm der König Besitzungen von enteigneten Angehörigen der Adelsopposition in England. Im Juli und August 1214 diente Neville als Seneschall der Gascogne und im folgenden Jahr im Juli und August als Seneschall des Poitou. Beide Ämter musste er an Reginald de Pontibus übergeben. Während des Ersten Kriegs der Barone gehörte er bis zum 1. Oktober 1215 zum Gefolge des Königs, der ihm an diesem Tag Scarborough Castle zur Verwaltung übergab. Später erhielt er auch Geldzuwendungen des Königs, um die Befestigungen der Burg zu verstärken. Im Winter von 1215 bis 1216 verteidigte er die Burg sowie die Stadt York gegen die Truppen der Adelsopposition. Anfang 1216 wurde er zum Sheriff von Yorkshire ernannt, was er bis 1223 blieb. Im Gegensatz zu vielen anderen Baronen blieb er bis zum Tod von Johann Ohneland im Oktober 1216 ein loyaler Unterstützer des Königs.

## Dienst für den Regentschaftsrat
Auch dem Regentschaftsrat, der für den minderjährigen Heinrich III. die Regierung führte, blieb Neville ein treuer Diener. Im November 1217 bezeugte er die erneute Anerkennung der Magna Carta durch den Regenten William Marshal. Im März 1218 wurde er als Sheriff von Yorkshire bestätigt, womit er weiter Verwalter der königlichen Burgen von Scarborough und Pickering blieb. 1218 war er in Worcester, als dort der walisische Fürst Llywelyn ab Iorwerth Frieden mit dem Regentschaftsrat schloss. Im Mai 1218 wurde er erneut zum Seneschall der Gascogne und des Poitou ernannt. In der Gascogne musste er 1219 die Rebellion von Hugo X. von Lusignan niederschlagen, der Niort belagerte. Ende Mai 1219 drohte er der Regierung, dass er angesichts der ungenügenden Unterstützung aus England lieber zum Kreuzzug ins Heilige Land ziehen würde, anstatt in der Gascogne zu bleiben, und vor September 1219 beklagte er erneut, dass er zur Verteidigung der Gascogne aus England nur unzureichende Mittel zur Verfügung hätte. Im Oktober 1219 übergab er William Gauler die Verwaltung der Gascogne und kehrte nach England zurück, wo er am 1. November Dover erreichte. Für seine Tätigkeit als Seneschall hatte er Schulden aufgenommen, deren Begleichung die Bürger von verschiedenen Städten der Gascogne 1220 forderten.
In England beauftragte ihn die Regierung 1220, mit Schottland die Heirat von Johanna, einer Schwester des Königs, mit dem schottischen König Alexander II. auszuhandeln. Am 23. Januar 1221 berief ihn der König nach Northampton, um das Vorgehen gegen den rebellischen William de Forz abzustimmen, der Fotheringhay Castle besetzt hatte. 1222 zahlte er dem König £ 100, um die Vormundschaft für Alexander de Neville zu erhalten, der vermutlich ein Cousin zweiten Grades von ihm war und Besitzungen in Lincolnshire, Yorkshire und Cumberland besaß. Am 4. Dezember 1222 wurde er beauftragt, die Einhaltung des ausgehandelten Kompromisses zwischen Hugo X. von Lusignan und einigen Städten in der Gascogne zu überprüfen. 1223 beschwerte sich Lusignan beim englischen König über den damaligen Seneschall Savary de Mauléon, dabei bat er um die Wiedereinsetzung von Neville als Seneschall. Der König setzte diesen Vorschlag nicht um, schickte jedoch August des Jahres Neville zu Verhandlungen mit Lusignan in die Gascogne, womit er Mauléons Stellung klar schwächte. Im Januar 1224 war Neville nach England zurückgekehrt, nachdem seine Verhandlungen mit Lusignan ergebnislos geblieben waren. Im Mai wurde er mit einer kleinen Streitmacht, darunter mindestens 15 Rittern des königlichen Haushalts, sowie 2000 Mark als Verstärkung in das Poitou geschickt. Im Juni erreichte er das Poitou, aber seine kleine Streitmacht reichte bei weitem nicht aus, um die englischen Besitzungen gegen den Angriff des französischen Königs Ludwig VIII. zu verteidigen, der im Juli begann. Neville kehrte nach England zurück. Im Februar 1225 bezeugte er noch die erneute Anerkennung der Magna Carta durch den König, um im März 1225 unter dem Kommando von Richard von Cornwall erneut in die Gascogne aufzubrechen, wo er wahrscheinlich starb.

## Heirat und Nachkommen
Geoffrey de Neville hatte Mabel geheiratet, eine Tochter von Adam fitz Swane, einem Baron aus Yorkshire. Mabel wurde eine Miterbin der Besitzungen ihres Vaters. Mit ihr hatte Neville mehrere Kinder, darunter:
- John (nach † 1265)
- Alan